# Зубова, Людмила Владимировна
Людми́ла Влади́мировна Зу́бова (род. 12 сентября 1946, станица Суворовская Ставропольского края) — советский и российский филолог, лингвист, доктор филологических наук.

## Биография
Окончила филологический факультет ЛГУ (1969). Защитила диссертации: кандидатскую — «Фонетика и орфография русской рукописи XX в.» (1975), докторскую — «Лингвистический аспект поэзии Марины Цветаевой» (1990). Профессор кафедры русского языка Санкт-Петербургского университета. Преподаёт историю русского языка, стилистику, читает спецкурсы о языке поэзии, участвует в филологических конференциях в России и за рубежом. Составитель (вместе с Вячеславом Курицыным) антологии «Стихи в Петербурге. 21 век» (2005).

## Основные работы

### Исследования
- Поэзия Марины Цветаевой: лингвистический аспект. Л., Изд-во ЛГУ, 1989.
- Язык поэзии Марины Цветаевой: фонетика, словообразование, фразеология. СПб: Изд-во СПбГУ, 1999.
- Современная русская поэзия в контексте истории языка. М.: Новое литературное обозрение, 2000.
- Языки современной поэзии. М.: Новое литературное обозрение, 2010.
- Поэтический язык Иосифа Бродского. СПб.: Лема, 2015.
- Поэтический язык Марины Цветаевой. СПб.: Геликон Плюс, 2017.
- Грамматические вольности современной поэзии. 1950—2020. — М.: Новое литературное обозрение, 2021.

### Литературные сочинения
- Платье. Книга стихов. СПб.: Геликон, 2012

## Награды
Премия Андрея Белого в номинации Гуманитарные исследования (2010).